# Estret de Naruto
|  | Per a altres significats, vegeu «Naruto (desambiguació)». |

L'estret de Naruto (鳴 門 海峡 Naruto-kaikyō) és un estret entre l'illa d'Awaji i Shikoku al Japó. Connecta la part més oriental del mar interior de Seto amb el canal de Kii. Una característica famosa de l'estret són els remolins de Naruto. El pont d'Ōnaruto, construit entre 1976 i 1985, al sud de l'autopista Kobe-Awaji-Naruto, creua l'estret.

## Galeria

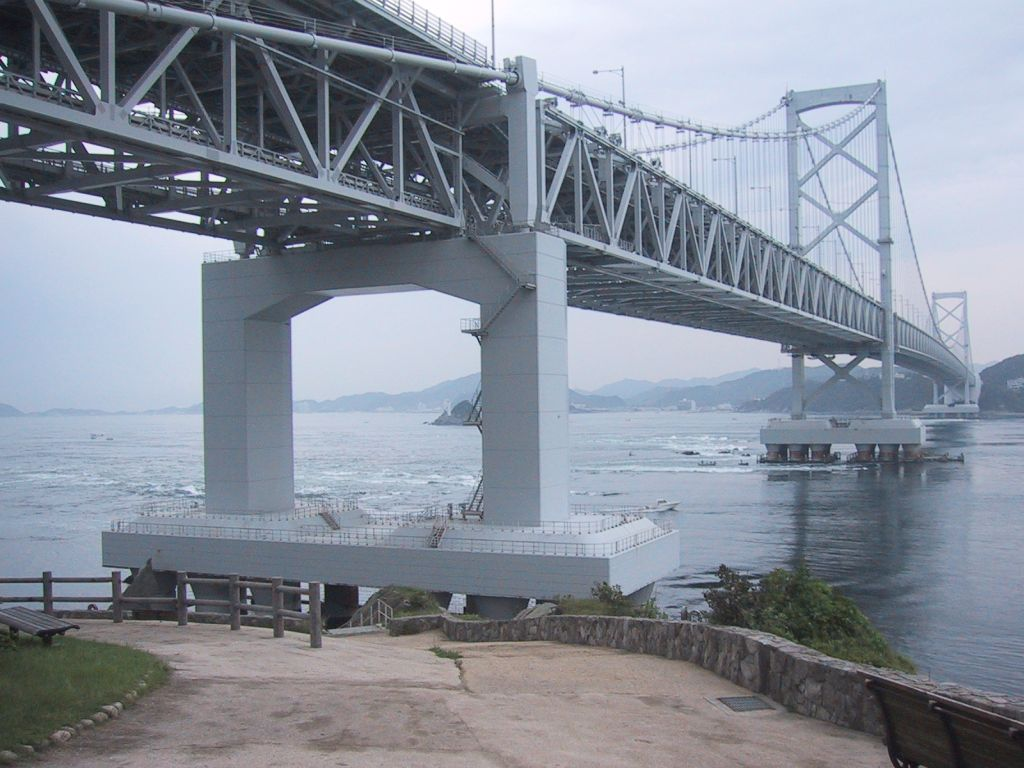
Pont d'Ōnaruto.
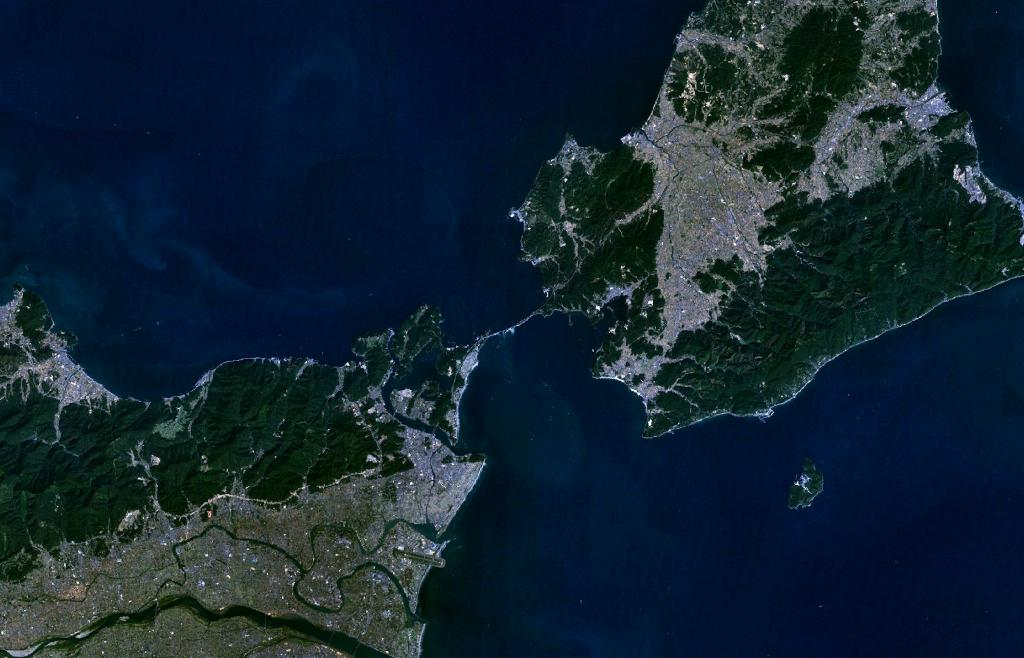
Estret de Naruto des de l'espai.